# Зелена гора (Інкерман)
Зелена гора — район міста Інкерман.
Розташований на заході міста, біля залізничної станції Інкерман I, між Радянською та Волов'єю балками, над автодорожнім мостом через річку Чорну.
Основні вулиці: Зеленогірська, Мисова.